# Håret høgeurt
Håret høgeurt (Hieracium pilosella) er en 5-30 cm høj urt, der vokser på tør sandet bund i vejkanter og overdrev. Under tørke, ruller bladene ind og viser kun den filtede underside. For insekterne, der kan se UV-lys, har de yderste kroner i kurven en anden farve end for mennesker.

## Beskrivelse
Håret høgeurt er en flerårig urt med en grundstillet bladroset. Alle dele af planten er ruhåret. Bladene er bredt elliptiske og helrandede. Oversiden er grågrøn, mens undersiden er hvidfiltet. Under tørke, ruller bladene ind og viser kun den filtede underside. De blomsterbærende stængler er runde i tværsnit, massive og uforgrenede.
Blomstringen sker i maj-oktober, hvor blomsternes findes samlet i endestillede kurve med ensartede, tungeformede kroner, der har lysegule kronblade. For insekterne, der kan se UV-lys, fremtræder de yderste kroner i kurven med en tydeligt afvigende farve. Frugterne er nødder med fnok.
Rodnettet består af en kort rodstok, hvorfra der dannes et tæt mængde af trævlerødder. Planten danner tynde, bladbærende udløbere, der slår rod og skaber nye bladrosetter.
Højde x bredde og årlig tilvækst: 0,25 x 0,25 m (25 x 25 cm/år), heri ikke medregnet rosetter, dannet fra udløbere.

## Voksested
Håret høgeurt er naturligt udbredt i Vestsibirien, Kaukasus og Europa, herunder i Danmark, hvor den er meget almindelig i vejkanter, overdrev, grusgrave, klitter og hede. Desuden er den naturaliseret i New Zealand og Nordamerika. Overalt foretrækker den et lysåbent voksested med en tør og veldrænet, gruset jord med et lavt indhold af plantenæringsstoffer.
På grønsværklitter langs de danske kyster findes den sammen med bl.a. alm. hvene, alm. kongepen, alm. røllike, bakkenellike, bidende stenurt, blodrød storkenæb, dueskabiose, fåresvingel, gul snerre, klitfladbælg, liden klokke, lyngsnerre, markfrytle, nikkende kobjælde, rødknæ, sandrottehale, sandstar, smalbladet timian og vellugtende gulaks
| Portal | Portal:Botanik |

## Note
1. ↑  Danmarks Miljøundersøgelser: Danske kystklitter – vegetation og jordbundskemi